# Ропуха смугаста
Ропуха смугаста (Incilius valliceps) — вид земноводних з роду Incilius родини Ропухові. Інша назва «прибережна ропуха».

## Опис

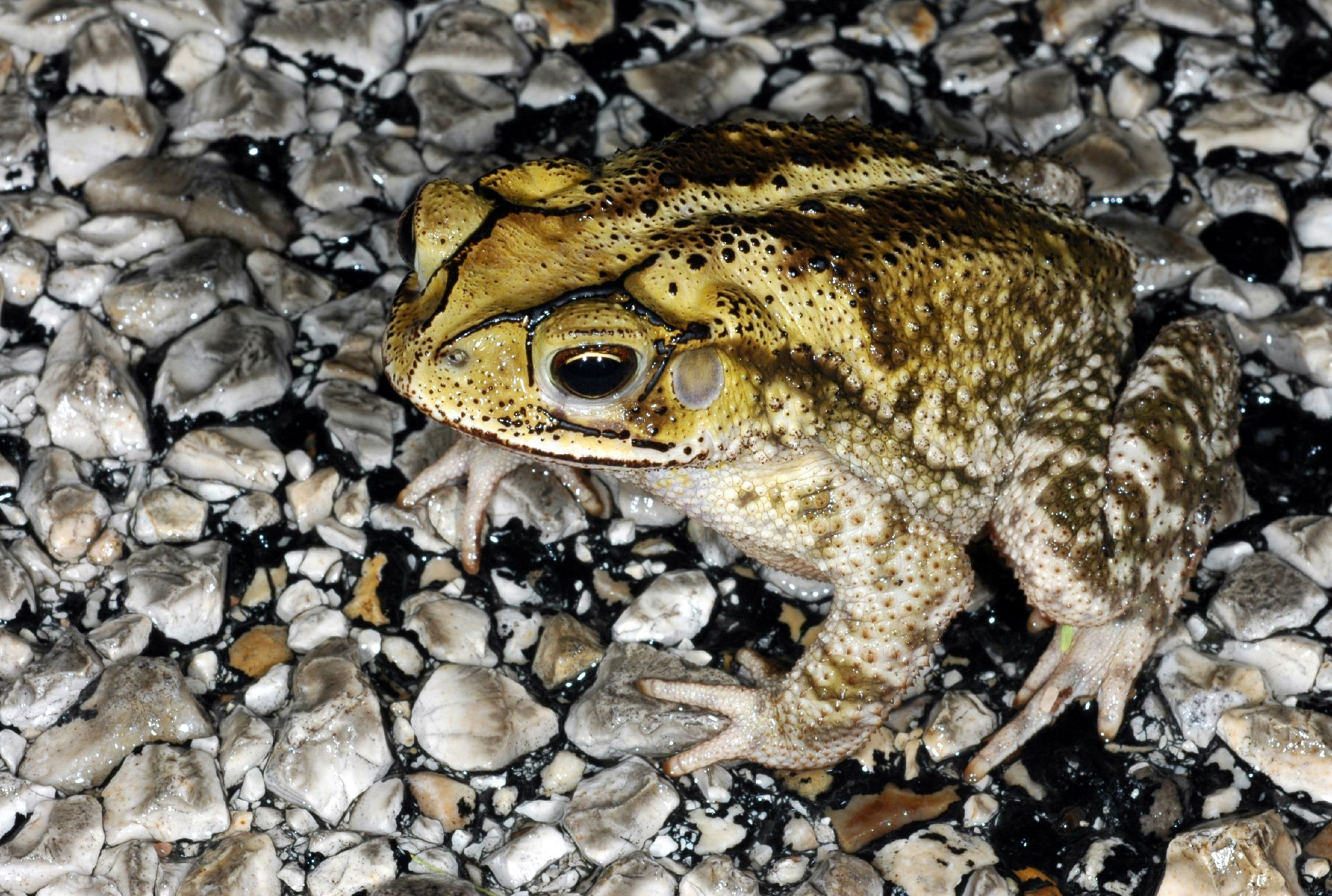

Загальна довжина сягає 5—10 см. Відмітною особливість є тонкі, без виражених потовщень, черепні гребені, що тягнуться від носа до задньої частини голови. Великі паратиди витягнуті й дещо розгорнуті назовні. Забарвлення спини буро-зелене з білою або жовтуватою смугою по середині, яка може зливатися з іншим фоном. З боків можуть бути світлі плями. Шкіра вкрита безліччю горбиків, які помітно крупніше на спині, ніж на боках. На череві горбики відсутні. Ці горбики мають коричневий або рожевий колір.

## Спосіб життя
Полюбляє тропічні ліси, відкриті луки, напівпосушливі місцини, зустрічається на околицях міст, у парках та садибах. Зустрічається на висоті до 1600 м над рівнем моря. Активна вночі. Живиться переважно комахами, членистоногими. Здатна долати великі відстані у пошуках здобичі.
Це яйцекладна амфібія.

## Розповсюдження
Мешкає від південної Мексики до Коста-Рики.